# Philippe Senderos
Philippe Sylvain Senderos (Genebra, 14 de fevereiro de 1985), Ex-futebolista suíço que atuava como zagueiro
. Passou por diversos clubes - Servette FC, Arsenal, Milan, Fulham, Valencia, Aston Villa, Grasshoopers, Rangers, Houston Dynamo e por último o FC Chiasso.
Philppe Senderos publicou a mensagem de despedida do futebol em sua rede social. O zagueiro suíço atuou pela última vez dia 16 de dezembro de 2019, pelo modesto FC Chiasso, clube da segunda divisão do seu país.
Tem ascendência espanhola (por pai) e sérvia (por mãe) e sabe falar seis línguas: francês, alemão, inglês, espanhol, italiano e português.

## Carreira
Foi revelado pelo suíço Servette FC, pelo qual defendeu até o ano de 2003, quando despertou o interesse do inglês Arsenal, e passou a jogar de titular com a contusão de Sol Campbell na Premier League e na Liga dos Campeões da UEFA de 2005.
Em 2008, foi emprestado ao Milan, onde permaneceu até o fim da temporada 2008-09. No início da temporada 2009-10, retornou ao Arsenal. Quase sem chances no time titular, permaneceu por apenas seis meses no clube londrino, até janeiro de 2010, quando foi novamente emprestado, desta vez ao Everton.
Tampouco aproveitado no Everton, acertou sua transferência em definitivo para o Fulham, em 8 de junho de 2010.

## Seleção nacional

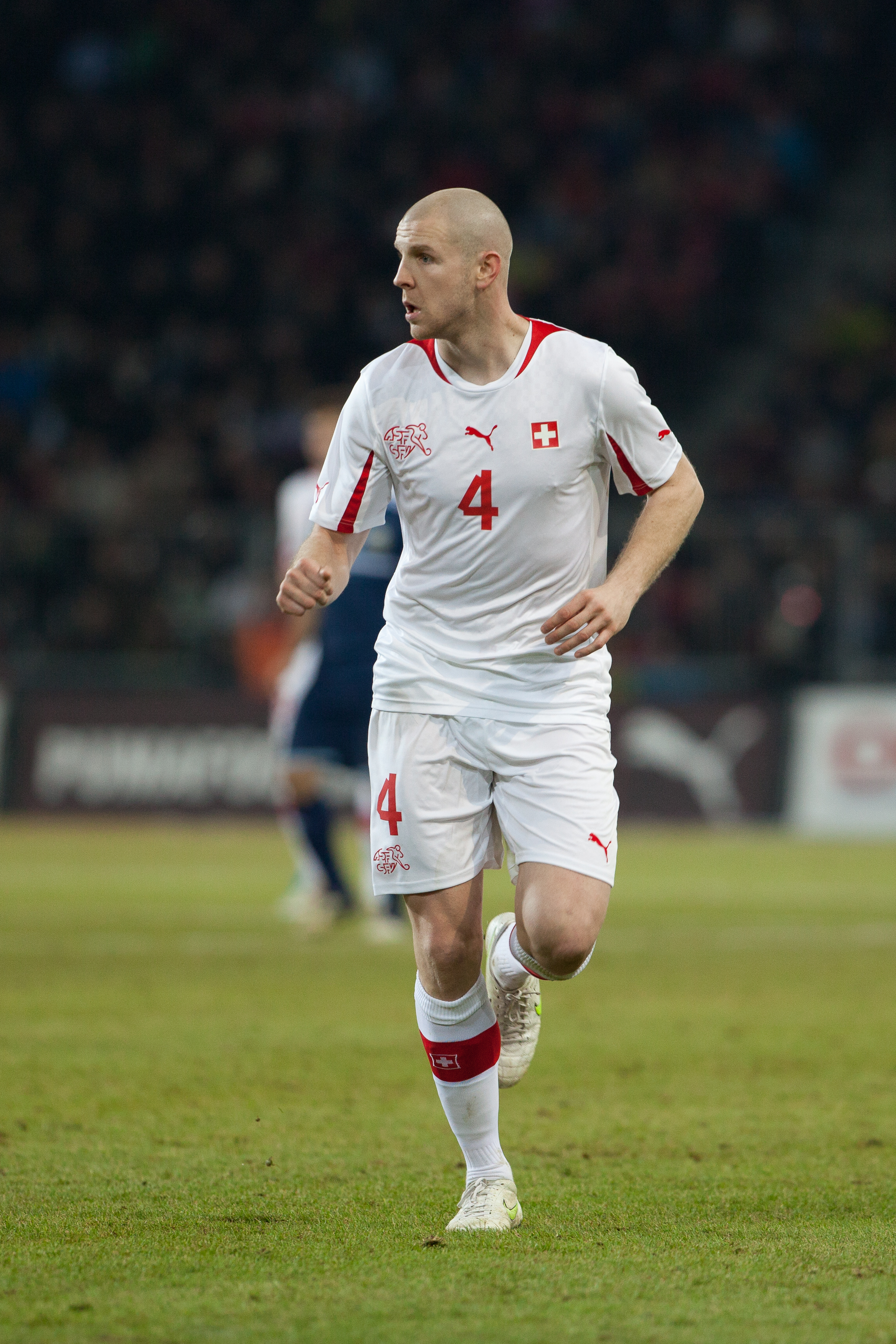
Senderos em 2012.

Foi o principal jogador de sua seleção na Copa do Mundo de 2006, pela qual joga desde as categorias de base e na principal desde 2004. Nesta Copa, Senderos classificou a sua seleção após fazer um dos gols na vitória sobre a Coréia do Sul, em que quebrou o nariz e que a classificou para a segunda fase na primeira posição do grupo, à frente da França.
Porém, devido a um problema no ligamento do ombro no mesmo jogo, não pôde ajudar o seu time nas oitavas-de-final, contra a Ucrânia, na qual seria derrotada nos pênaltis e cravando um recorde: foi eliminada sem levar nenhum gol durante a Copa.
Foi incluído na lista dos 23 convocados pelo treinador Ottmar Hitzfeld para a Copa do Mundo de 2010.

## Títulos
Arsenal
- Copa da Inglaterra: 2005
- Supercopa da Inglaterra: 2004

Suíça
- Eurocopa Sub-17: 2002